# Биковізна
Биковізна (пол. Bykowizna) — село в Польщі, у гміні Дембе-Вельке Мінського повіту Мазовецького воєводства.
Населення — 205 осіб (2011).
У 1975-1998 роках село належало до Седлецького воєводства.

## Демографія
Демографічна структура станом на 31 березня 2011 року:
|          | Загалом | Допрацездатний вік | Працездатний вік | Постпрацездатний вік |
| -------- | ------- | ------------------ | ---------------- | -------------------- |
| Чоловіки | 106     | 24                 | 74               | 8                    |
| Жінки    | 99      | 25                 | 57               | 17                   |
| Разом    | 205     | 49                 | 131              | 25                   |